# Państwowa Komisja do spraw wyjaśniania przypadków czynności skierowanych przeciwko wolności seksualnej i obyczajności wobec małoletniego poniżej lat 15
Państwowa Komisja do spraw wyjaśniania przypadków czynności skierowanych przeciwko wolności seksualnej i obyczajności wobec małoletniego poniżej lat 15 – organ państwowy zwany potocznie państwową komisją do spraw pedofilii, ustanowiony w Polsce na mocy ustawy z dnia 30 sierpnia 2019 r. o Państwowej Komisji do spraw wyjaśniania przypadków czynności skierowanych przeciwko wolności seksualnej i obyczajności wobec małoletniego poniżej lat 15. Jej pierwszego członka powołano 15 maja 2020. Pełny skład zaprzysiężono 24 lipca 2020.

## Ustawa
Ustawa o Państwowej Komisji do spraw wyjaśniania przypadków czynności skierowanych przeciwko wolności seksualnej i obyczajności wobec małoletniego poniżej lat 15 weszła w życie 29 września 2019. Zadaniem komisji jest m.in.:
- wydawanie postanowień o wpisie do Rejestru Sprawców Przestępstw na Tle Seksualnym,
- zawiadamianie odpowiednich organów o podejrzeniu popełnienia przestępstwa przeciwko wolności seksualnej i obyczajności wobec małoletniego poniżej lat 15 (nazwanego w ustawie „przestępstwem pedofilii”),
- powiadamianie o przypadkach niezawiadomienia właściwego organu o podejrzeniu „przestępstwa pedofilii”,
- identyfikowanie zaniedbań i zaniechań w wyjaśnianiu przypadków nadużyć seksualnych,
- prowadzenie działalności prewencyjnej i edukacyjnej[6].

Ma ona zająć się zdarzeniami w różnych podmiotach, państwowych i prywatnych, w tym nadużyciami w Kościele katolickim.
Ustawa zobowiązuje komisję sporządzania co rok jawnego raportu z działalności zawierającego „wnioski i rekomendacje dla organów państwa, organizacji i podmiotów w zakresie zapobiegania nadużyciom seksualnym i ich zwalczania, a także podejmowania działań umożliwiających pociągnięcie do odpowiedzialności sprawców tych nadużyć” (art. 4 ust. 2 pkt 1). Pierwszy raport miał się ukazać do września 2020, lecz nowelizacja ustawy dokonana ustawą z dnia 14 maja 2020 r. o zmianie niektórych ustaw w zakresie działań osłonowych w związku z rozprzestrzenianiem się wirusa SARS-CoV-2 przesunęła ten termin o wiele miesięcy (określa to przepis w brzmieniu: „Art. 51. Pierwszy raport Komisja opracowuje i udostępnia w terminie roku od dnia powołania jej członków.”).
W skład Komisji wchodzi 7 osób. Trzech członków komisji powołuje Sejm, jednego Senat, po jednym: prezydent, premier i rzecznik praw dziecka. Na mocy nowelizacji ustawy z maja 2020 obniżono wymagania względem kandydatów, umożliwiając zasiadanie w niej osobom bez wyższego wykształcenia.
Komisja jest organem kadencyjnym i czas urzędowania jej składu wynosi 7 lat. Obsługę merytoryczną, administracyjną i biurową zapewniają pracownicy Urzędu Państwowej Komisji ds. wyjaśniania przypadków czynności skierowanych przeciwko wolności seksualnej i obyczajności  wobec małoletniego poniżej lat 15.

## Skład komisji

### Zmiany w składzie komisji
Do maja 2020 nie obsadzono żadnego miejsca w komisji. Pierwszym członkiem Komisji został 15 maja 2020 Błażej Kmieciak powołany na to stanowisko przez Rzecznika Praw Dziecka Mikołaja Pawlaka. Nominację tę ogłoszono 18 maja 2020 po emisji filmu Zabawa w chowanego przedstawiającego m.in. zaniedbania władz państwowych w sprawie walki z pedofilią.
21 maja 2020 ogłoszono, że prezydent RP Andrzej Duda powołał w skład komisji Justynę Kotowską, psycholożkę z Instytutu Psychiatrii i Neurologii w Warszawie. Kolejnymi członkami zostali: 
- Elżbieta Malicka (z rekomendacji prezesa Rady Ministrów Mateusza Morawieckiego) – nauczycielka i wychowawczyni, odznaczona Orderem Odrodzenia Polski i Medalem Zasłużony Kulturze „Gloria Artis”;
- Agnieszka Rękas (wybrana przez Senat) – sędzia w stanie spoczynku, dawniej orzekała w sprawach karnych;
- Hanna Elżanowska (wybrana przez Sejm) – biegła sądowa w zakresie diagnostyki psychologicznej dzieci i młodzieży, pracowała też jako specjalistka w dziedzinie seksuologii;
- Barbara Chrobak (wybrana przez Sejm) – biegła sądowa w zakresie badania dokumentów i analizy kryminologicznej pisma, założycielka Fundacji Dobro Dziecka Cel Najwyższy;
- Andrzej Nowarski (wybrany przez Sejm) – radca prawny, mający także doświadczenie zawodowe na stanowisku Pełnomocnika Ministra Kultury i Dziedzictwa Narodowego do spraw uprawnień artysty zawodowego.

Po powołaniu siedmiu członków rozpoczęły się prace związane z powołaniem i organizacją Urzędu Państwowej Komisji ds. wyjaśniania przypadków czynności skierowanych przeciwko wolności seksualnej i obyczajności wobec małoletniego poniżej lat piętnastu. Przewodniczącym Komisji został Błażej Kmieciak, który 27 kwietnia 2023 złożył rezygnację z pełnionej funkcji ze skutkiem od 14 kwietnia 2023. Pozostał on członkiem komisji i jej rzecznikiem. Od tego momentu komisja nie posiadała przewodniczącego, a jej pracami kierowała Justyna Kotowska pełniąca funkcję zastępcy przewodniczącego.
31 maja 2023 z zasiadania w komisji zrezygnował Andrzej Nowarski a 31 sierpnia 2023 Elżbieta Malicka.
28 listopada 2023 Sejm Rzeczypospolitej Polskiej X kadencji powołał Karolinę Bućko na członkinię komisji, 7 grudnia wybrał ją na stanowisko przewodniczącej.
6 lipca 2024 Sejm odwołał Barbarę Chrobak oraz Hannę Elżanowską z funkcji członka komisji. 13 września do składu komisji Sejm wybrał Konrada Ciesiołkiewicza oraz Katarzynę Komoniewską.
31 grudnia 2024 Błażej Kmieciak zrezygnował z członkostwa w komisji z powodów osobistych.

### Aktualny skład komisji
Stan na 31 grudnia 2024
- Karolina Bućko (przewodnicząca[15])
- Justyna Kotowska (zastępca przewodniczącego)
- Joanna Napierała (zastępca przewodniczącego)
- Agnieszka Rękas
- Konrad Ciesiołkiewicz
- Katarzyna Komoniewska

## Działalność
Komisja rozpoczęła pracę w listopadzie 2020. Zgłoszenia o nadużyciach wpłynęły już w pierwszych dniach pracy Komisji, jedną z nich, dotyczącą tuszowania przestępstw seksualnych przez jednego z księży diecezji tarnowskiej, przekazał ks. Tadeusz Isakowicz-Zaleski.     
W grudniu 2020 komisja postanowiła skierować dwadzieścia wniosków do prokuratury w przypadkach dotyczących molestowania osób poniżej 15 rok życia przez osoby bliskie (kazirodztwo) lub – w mniejszej części tych zawiadomień – przez księży.